# خيبب (قلنسية)

تعديل مصدري - تعديل

خيبب هي إحدى قرى عزلة قلنسية وعبد الكوري بمديرية قلنسية وعبد الكوري التابعة لمحافظة أرخبيل سقطرى، بلغ تعداد سكانها 37 نسمة حسب تعداد اليمن لعام 2004.